# Marvels
Marvels – amerykańska, czteroczęściowa  mini-seria komiksowa autorstwa Kurta Busieka (scenariusz) i Aleksa Rossa (ilustracje), wydana przez Marvel Comics w 1994 r.

## Treść
Akcja Marvels rozgrywa się w latach 1939–1974 i przedstawia historie z udziałem superbohaterów "uniwersum Marvela", opowiedziane z perspektywy postronnego obserwatora - fotografa prasowego Phila Sheldona. Każda część Marvels przywołuje znane już czytelnikom wydarzenia z różnych komiksowych serii Marvela, ujęte jednak w nowatorski sposób: z punktu widzenia nie samych superbohaterów, lecz zwykłych ludzi zamieszkujących Nowy Jork i stykających się w nim na co dzień z takimi postaciami, jak Ludzka Pochodnia, Fantastyczna Czwórka, Spider-Man, Kapitan Ameryka, X-Men, Iron Man. Sheldon fotografuje superbohaterów w akcji, a swoje spotkania z nimi uwiecznia w książce, której nadaje tytuł Marvels (dosłownie: Cudowni - nawiązanie do nazwy wydawnictwa Marvel Comics).

## Opinie i nagrody
Seria Marvels została uznana za nowatorską zarówno dzięki niespotykanej wcześniej perspektywie narracyjnej, jak i ilustracjom, które mają formę realistycznych, malowanych obrazów wzorowanych na fotografii (odwołanie do fotografii prasowej Sheldona). W 1994 r. seria otrzymała trzy Nagrody Eisnera: za najlepszą mini-serię, ilustracje Aleksa Rossa i opracowanie typograficzne. Marvels otrzymało dwie dodatkowe nominacje do tej nagrody: za najlepsze okładki i pojedynczy zeszyt (Marvels #2: Monsters).

## Wydania
Oprócz czterech zeszytów, publikowanych od stycznia do kwietnia 1994 r., Marvel Comics wydało Marvels w zbiorczym wydaniu w 1995 r., wzbogaconym o wstępny rozdział oznaczony jako #0 i opowiadającym o narodzinach Ludzkiej Pochodni. W tej formie ukazało się dwukrotnie polskie 216-stronicowe tłumaczenie Marvels: w 2009 r. nakładem wydawnictwa Mucha Comics i w 2013 r. w 13 tomie Wielkiej Kolekcji Komiksów Marvela wydawnictwa Hachette.